# Pentapycnon geayi
Pentapycnon geayi är en havsspindelart som beskrevs av Bouvier, E.L. 1911. Pentapycnon geayi ingår i släktet Pentapycnon och familjen Pycnogonidae. Inga underarter finns listade i Catalogue of Life.